# Sándor Veress
Sándor Veress (hongarès: Veress Sándor)  (Cluj-Napoca, 1 de febrer de 1907 - Berna, 4 de març de 1992) va ser un compositor, pianista i etnomusicòleg hongarès.
Sàndor Veress és una figura clau a la història de la música hongaresa per haver fet de pont entre la generació de compositors hongaresos posterior a Bartók i Kodály i anterior a Kurtág i Ligeti, malgrat les pressions del feixisme i la dictadura estalinista que van intentar frenar-lo sense èxit. A partir de 1949 va exercir aquesta influència a Suïssa, on s’establí definitivament.

## Biografia

### Estudis
Sándor Veress va ser el fill gran de l'historiador Endre Veress (1868-1953) i de la pianista i contralt Mária Méhely (1880-1957). A causa de l’esclat de la Primera Guerra Mundial, el 1915 la família es va traslladar de Kolozsvár (avui Cluj-Napoca) a Budapest, on Endre Veress havia estat nomenat per al càrrec de cap de secció per a afers de la minoria romanesa a Transsilvània dins el Ministeri d’Afers Estrangers. De petit va passar llargues temporades amb els avis prop del llac Balaton que li despertaren un vincle profund amb l’entorn natural, que ell mateix resumiria més endavant amb aquestes paraules: «La natura, la Mare Terra, els arbres, les flors, els animals: el fonament per a tota una vida». L'estiu de 1920, el jove Sándor, possiblement per problemes respiratoris, fa una estada com a Ferienkind (nen acollit per vacances) amb la família Näf-Weber a Wittenbach, a prop de St. Gallen, Suïssa.
A deu anys, Sándor Veress va rebre les seves primeres lliçons de piano. El 1923 va entrar a l'Acadèmia de Música Franz Liszt de Budapest. També va tenir com a mestres a Emánuel Hegyi i Arnold Székely. Hans Koessler, antic mestre de Bartók i Kodály, el recomanà a aquest darrer, amb qui Veress estudià entre 1925 i 1930. A partir de 1925 va participar en els concerts taller del grup ‘MoMaMu’ (Modern Magyar Muzsikosok: Músics Hongaresos Moderns), format per joves compositors com Ferenc Farkas, Pál Kadosa, György Kósa, Ferenc Szabó i István Szelényi. El gener de 1931 va compondre el Primer Quartet de corda, que més endavant considerarà el seu opus 1, que s’estrenaria el 2 de maig de 1933 a la gran sala de l’Acadèmia Liszt, interpretat pels futurs membres del Nou Quartet Hongarès (Sándor Végh, Péter Szervánszky, Dénes Koromzay i Vilmós Palotay). El 1932 va obtenir el diploma de docència en piano sota la tutela de Béla Bartók.

### Etnomusicologia
En aquell període, la música tradicional hongaresa —i en especial la de Transsilvània— esdevingué un estímul creatiu cada cop més present en la seva obra. Ell mateix identificava la sonata per a piano de 1929 com la seva primera composició realment sòlida, i despertà l’atenció de Bartók. Amb l’impuls de László Lajtha inicià també una trajectòria en l’àmbit de l’etnomusicologia, que el portà, el 1930, a recollir cançons populars dels Csángós a la Moldàvia romanesa, on va aplegar un repertori considerable de cançons tradicionals conservades per la comunitat hongaresa local. Va fer una intensa activitat, tant de treball de camp com examinant alguns dels principals arxius de música tradicional. Com a resultat d’aquesta activitat sostinguda durant diversos anys, el 1936 fou nomenat assistent de Bartók a la secció de música popular de l’Acadèmia Hongaresa de Ciències, funció que continuà exercint fins i tot després que Bartók s’exiliés als Estats Units.
El 1934 va passar l’estiu a Berlín per explorar noves tècniques d’ensenyament musical, motivat per corrents com el Singbewegung impulsat per Fritz Jöde a Weimar. Posteriorment, elabora un informe amb les seves observacions i recomanacions per al Ministeri de Religió i Educació d’Hongria.
El 1935 l'obra es va representar al festival IGNM de Praga, seguida el 1937 de l'estrena mundial del Segon Quartet a les jornades de la Societat Internacional per la Música Contemporània (IGNM) de París. El Musikverlage Márk Rózsavölgyi i Magyar Kórus van imprimir les seves primeres obres de literatura pedagògica de piano i arranjaments de cançons populars per a diversos cors.
Entre finals de 1938 i la tardor de 1939, Veress s’instal·là a Londres amb la seva promesa, Enid Blake, una pianista britànica nascuda a l’Índia que havia conegut durant la seva etapa de postgrau a Budapest. A Londres s'ocupà dels nous mètodes d'educació musical. El setembre de 1935 compon Divertimento, la seva primera obra per a formació més gran, que el juliol de 1939 interpretaria l'Orquestra de la BBC dirigida per Constant Lambert.

### Anys de guerra
Poc després de l’esclat de la Segona Guerra Mundial va tornar a Hongria. més endavant va comentar: «[…] la meva evolució musical i el meu estat d’ànim espiritual encara necessitaven la pàtria, el sòl fèrtil; potser també es podria dir: l’atmosfera del cant popular.»
A començament de l'any 1940, Veress escriu la seva Primera Simfonia com a resposta a una convocatòria internacional impulsada pel govern japonès, amb la mediació del Ministeri hongarès de Religió i Educació, per celebrar els 2600 anys de la dinastia imperial nipona. L’obra es va estrenar el 7 de desembre al teatre Kabukiza. No serà fins al 10 d’octubre de 1941 que es va presentar a Hongria, al Vigadó de Budapest, sota la direcció d’Ahn Eak-tai i amb l’Orquestra Metropolitana. El novembre va iniciar una relació amb l’editorial Universal Edition de Viena, a través d’Alfred Schlee, que va donar fruit amb la publicació del Verbunkos per a violí i piano (1943) i del ballet A csodafurulya (La flauta màgica) el 1947.
El 27 de juny de 1941, Hongria va entrar oficialment en guerra contra la Unió Soviètica al costat de l’Alemanya nazi. El 12 de juliol, Veress es va casar amb Enid Blake a Budapest. El 12 de desembre, el Regne Unit va declarar la guerra a Hongria.
Durant els anys de guerra, Veress es va mantenir a Budapest, on va combinar la seva activitat pedagògica amb la composició i la reflexió intel·lectual, tot i les creixents dificultats del context bèl·lic. Entre la primavera de 1941 i finals de 1942 va aprofitar una beca per treballar a Roma al Teatro dell'Opera juntament amb el ballarí i coreògraf Aurel von Milloss en el seu ballet A csodafurulya, que no arribà a estrenar-se. Veress va passar gran part de l’any 1942 una altra vegada a Roma gràcies a una segona beca estatal, que li va permetre continuar la seva col·laboració amb el coreògraf Aurél Milloss en el projecte de ballet Térszili Katicza.
A Roma també va entrar en contacte directe i formatiu per primera vegada amb una obra clau de l'Escola de Viena moderna, la Wozzeck de Berg. També va fer les primeres connexions amb la seva posterior editorial de Milà Edizioni Suvini Zerboni. L’estada es va veure interrompuda a finals de març de 1941, ja que no va poder fer venir la seva promesa, ciutadana britànica, a causa de les dificultats polítiques del moment. Abans va fer una petita gira de concerts amb el violinista Sándor Végh, que el va portar a ciutats com Venècia, Mòdena i Bolzano, amb dues actuacions a Roma: una al Collegium Hungaricum i una altra a l’Ambaixada japonesa.
A finals de 1943, Veress va succeir a Kodály com a professor de composició a l'Acadèmia Franz Liszt de Budapest. Després de la guerra, György Kurtág, György Ligeti i Lajos Vass van ser els seus alumnes. El 1951 va publicar una edició completa de melodies de cançons populars hongareses titulada Corpus Musicae Popularis Hungaricae.
La situació es deteriorà ràpidament amb l’ocupació nazi de Budapest el març de 1944, que marcà un punt d’inflexió. La ciutat es veié abocada a la violència, la por i la destrucció. Veress, compromès amb els valors democràtics, va col·laborar discretament amb cercles de resistència intel·lectual. Durant el setge soviètic, a l’hivern de 1944-45, la vida quotidiana es reduí a la supervivència: fam, manca de serveis bàsics i bombardejos constants. Quan les tropes soviètiques van prendre finalment la ciutat, l’esperança inicial es transformà ràpidament en desconcert i patiment davant dels abusos i la manca d’ordre que s’imposaren. Durant el setge de Budapest a finals del 1944, la població va patir condicions extremes: vivien amagats en soterranis sense llum ni aigua, exposats a bombardeigs constants i en risc de morir de fam. Quan l’exèrcit soviètic ocupà la ciutat, es desencadenà una onada de violència: saquejos, assassinats i violacions per part de tropes indisciplinades. A més, milers d’homes van ser deportats a Sibèria per fer treballs forçats; pocs van sobreviure. Va ser un període marcat pel terror i la destrucció total. Aquells esdeveniments marcarien profundament la visió del món de Veress i influirien en el to més ombrívol de la seva producció posterior.
El 1944, Veress va culminar una de les seves obres més ambicioses fins al moment: l'oratori Sancti Augustini Psalmus contra partem Donati, per a cor i gran orquestra, de fort contingut ètic i concebut com a resposta a la guerra. L’ocupació nazi d’Hongria el març va desencadenar deportacions massives de jueus i una repressió brutal, especialment després del cop d’estat de la Creu Fletxada. Durant el setge de Budapest a final d’any, la casa de Veress va ser bombardejada i la família es va haver de traslladar provisionalment.
El maig de 1945 es va incorporar al Partit Comunista Hongarès (MKP)  i va participar activament en diferents estructures vinculades al partit, entre les quals destacava el Comitè Musical. Després d’una estada a Anglaterra l’any 1947, Veress va començar a qüestionar-se profundament aquella elecció, en adonar-se amb més claredat de les intencions estalinistes que s’amagaven rere el discurs oficial del partit.
El 1948, la situació política va empitjorar ràpidament. El comunista Mátyás Rákosi (conegut com l'Stalin hongarès), tornat de l'exili amb l’exèrcit soviètic, va forçar la dimissió del primer ministre democràtic Ferenc Nagy i va instaurar una dictadura comunista, acabant amb les esperances de democràcia. A partir d'aquell moment va seguir activament el pla d'emigrar a Occident. L'any 1948 va ser membre del jurat per primera vegada al concurs coral International Eisteddfod a Llangollen, Gal·les (per darrera vegada el 1984). També va participar com a delegat oficial al congrés del International Folk Music Council a Basilea, on va poder establir primers contactes amb Paul Sacher. Dues de les obres més importants de la primera dècada suïssa van ser encarregades posteriorment per Sacher: el Concert per a piano (1952), estrenat el 1954 amb Veress com a solista, i el Concert per a quartet de corda (1961).

### Exili
Els plans per abandonar el país es van anar definint amb el suport de tres antics coneguts de Budapest, establerts ja entre la diàspora hongaresa als Estats Units. Una proposta per ocupar una plaça docent al Pennsylvania College for Women (avui Chatham University), a Pittsburgh, n’era el nucli. Però l’adhesió al partit —en el context dels primers anys del maccarthisme— representava un impediment greu de cara a les autoritats d’immigració nord-americanes.
El setembre de 1948, Veress va viatjar amb la seva dona a Basilea com a delegat oficial al congrés de la Societat Internacional d’Etnomusicologia. En tornar a Budapest l’octubre, la situació política era ja molt tensa. L’estrena del seu segon ballet, Térszili Katicza, a Estocolm i Roma a inicis del 1949 li brindà una oportunitat legal per marxar cap a Occident. L’estada de deu mesos a Roma es va convertir en un temps d’espera tensa i indefinida, però, la decisió d’emigrar ja estava madurada. Amb Rákosi al poder, ja feia temps que considerava l’exili. Finalment, el 6 de febrer de 1949 va travessar la frontera cap a Praga en tren, cap a Estocolm, amb la certesa que no tornaria mai més a Hongria. La seva dona, molt malalta, no el va poder acompanyar a Estocolm i deixar-la a Budapest era arriscat.
El moment decisiu arribà el setembre de 1949, amb un judici-espectacle orquestrat pels sectors més radicals del Partit Hongarès dels Treballadors (MDP), successió directa del MKP i encapçalat per Mátyás Rákosi. Entre els condemnats hi havia el ministre d’Afers Estrangers, László Rajk, germà de Gyula Rajk, un amic proper del seu pare. L’impacte d’aquest procés, que escoltà per ràdio des de Roma, fou molt profund.

### A Suïssa
Amb l’opció nord-americana desestimada, va esdevenir un autèntic “miracle”: una oferta des de Berna li obrí una nova via. L’Institut de Musicologia de la Universitat de Berna, orfe de direcció estable des de la mort d’Ernst Kurth el 1946, havia estat confiat successivament a diversos docents temporals. El darrer, l’estiu de 1949, fou Otto Gombosi —també hongarès—, qui, al corrent de la seva situació, el proposà al degà. Així és com Sándor Veress i la seva esposa Enid fixaren el seu destí a Berna el 26 de novembre de 1949. La seva dona va aconseguir sortir sis setmanes després i es van retrobar a Zúric, on va ser hospitalitzada. Més endavant, el director del conservatori local li oferí un lloc estable com a docent de teoria i composició, funció que acabaria exercint de manera continuada.
Entre 1965 i 1967, Veress impartí docència en diverses institucions internacionals gràcies a un permís sabàtic concedit pel Conservatori de Berna. Va començar amb una gira de conferències pels Estats Units, seguida d’un curs com a professor convidat al Peabody Conservatory de Baltimore (1965–1966). Després d’un breu retorn a Berna, tornà a Maryland per ensenyar a Goucher College fins al juliol de 1967. A continuació, viatjà a Austràlia per exercir com a professor visitant a la Universitat d’Adelaida. De tornada a Suïssa a finals de 1967, fou nomenat professor agregat de musicologia a la Universitat de Berna, on des del 1971 ocupa una càtedra i s'especialitza en etnomusicologia.
Després d'acabar el seu semestre de convidat universitari, Veress va ser nomenat professor d'educació musical general, assignatures teòriques i composició al Conservatori de Berna la primavera de 1950 (dimissió: 1981). Al llarg dels anys, Heinz Holliger, Theo Hirsbrunner, Heinz Marti, Jürg Wyttenbach, János Tamás, Daniel Andres, Urs Peter Schneider, Roland Moser i Jürg Hanselmann els seus alumnes.
A la dècada de 1960 i principis de la dècada de 1970, Veress va treballar com a professor visitant a diverses universitats nord-americanes, inclòs el Peabody Institute de la "Johns Hopkins University" i el Goucher College de Baltimore/Maryland (1965-1967) i la Universitat de Portland/Oregon (1972). També va ensenyar durant un semestre a la Universitat d'Adelaida (Austràlia, 1967). Des que es va establir a Suïssa, no va deixar de compondre, i la seva música es va poder escoltar tant en estrenes com en interpretacions destacades arreu de Suïssa —a Berna, Basilea, Zuric, Lucerna o Lugano—, així com en escenaris internacionals d’Europa, Amèrica i Austràlia.
Des de 1968 Veress va tornar a ocupar una plaça de professor a l'Institut de Musicologia de la Universitat de Berna, inicialment com a professor associat, des de 1971 fins a la seva jubilació el 1977 com a professor titular. La seva tasca docent va cobrir les assignatures sistemàtiques com Educació musical, Etnologia musical i Música del segle xx. Durant el període suís, les obligacions docents i de recerca van portar l’activitat compositiva de Sándor Veress a gairebé una aturada total. No seria fins a la seva jubilació, el 1977, que les seves energies creatives es reactivarien, enriquint el seu catàleg amb una veritable i impressionant etapa tardana —amb una gran obra per a cor i orquestra, diversos concerts i música de cambra.
L’any 1983, Veress tornà a fer sentir la seva veu en l’esfera política, tot donant suport a la rehabilitació d’Imre Nagy i Pál Maléter, figures centrals de l’aixecament hongarès de 1956, en ocasió del 25è aniversari de la seva execució. Ho traduí també en música amb Memento, una peça breu però densa per a viola i contrabaix. Aquella etapa final de la seva vida no restà exempta de reconeixements: el 1976 rebé un homenatge del cantó de Berna, i l’any 1987 fou la ciutat qui li reté tribut. Fins i tot l’Acadèmia Liszt, que durant dècades l’havia bandejat arran del seu exili, li concedí el prestigiós Premi Bartók–Pásztory l’any 1985, per mitjà de l’ambaixador hongarès a Suïssa.
Veress no es va convertir en ciutadà suís fins tres mesos abans de la seva mort, el desembre de 1991, després que una sol·licitud inicial el 1977 hagués fracassat a causa de la restricció de la situació legal en aquell moment. No obstant això, en retrospectiva, Veress va estar agraït a Suïssa. Poc abans del seu 80è aniversari, va assenyalar: «Allò que m’hauria estat impossible a Hongria —una llibertat personal humana i la possibilitat de desenvolupar el meu art—, la terra suïssa m’ho ha ofert. Un do així, en el nostre temps, és d’un valor incalculable, i seria bo que la gent hi reflexionés més sovint i amb més profunditat.»

## Premis
- 1976: Premi de Música del Cantó de Berna
- 1985: Premi Bartók Pásztory
- 1986: Komponistenpreis des Schweizerischen Tonkünstlerverein
- 1987: Premi de Música de la Ciutat de Berna
- 1990: Professor honorari de l'Acadèmia de Música Franz Liszt de Budapest
- 1991: Orde de l'Estendard de la República d'Hongria

## Llegat
A Hongria, Veress fa de llaç entre Béla Bartók —de qui va ser alumne i ajudant al departament de música popular de l’Acadèmia de Ciències— i compositors com György Ligeti i György Kurtág, que van estudiar composició amb ell després de la mort de Bartók el 1945. Un cop a Suïssa, al Conservatori de Berna, es va convertir en professor i mentor d’una nova generació de compositors, entre ells Heinz Holliger, Jürg Wyttenbach i Roland Moser. Que tres dels seus deixebles —Heinz Holliger, György Ligeti i György Kurtág— vagin ser guardonats amb l’Ernst von Siemens Musikpreis, sovint qualificat de “Nobel de la música”, ja és prou revelador que va ser un gran mestre, a part d'un compositor de primer ordre.
Veress es considerava un guardià de la tradició més que no pas un innovador. Tot i això, buscava integrar els desenvolupaments contemporanis en la seva música per assolir una gran síntesi artística i humana, que entenia com un compromís civil amb el progrés responsable. En aquest context, la melodia ocupava un lloc central: per a ell, era l’encarnació d’aquest ideal utòpic i l’única via capaç de contribuir a l’educació de la humanitat. A les seves classes de composició, la prova de melodia era un moment clau. Tal com recorda el seu alumne Roland Moser, les sessions es caracteritzaven pel silenci, les paraules justes i una escolta intensa. Les solucions musicals eren examinades pacientment i amb profunditat, fins que apareixia sobtadament la solució, que ja no necessitava cap comentari. A la seva pròpia obra, aquest ideal melòdic es manifesta a través d’un treball contrapuntístic molt dens i una elaborada diferenciació rítmica.

## Obres seleccionades
Òpera
- Hangjegyek lázadása (1931)

Ballet
- A Csodafurulya (La flauta màgica) (1937)
- Térszili Katicza (1943)

Orquestral
- A Csodafurulya (La flauta màgica), suite de ballet per a orquestra de cambra (1937)
- Musica ungaresca (1938)
- Simfonia núm. 1 (1940) (dedicada a l’emperador i al govern del Japó pel 2600è Dia de la Fundació Nacional)
- Quattro danze transilvane per a orquestra de corda (1944, 1949)
- Threnos in memoriam Béla Bartók (1945)
- Respublica nyitány (Obertura Respublica) (1948)
- Sonata per a orquestra (1953)
- Simfonia núm. 2 "Minneapolitana" (1953)
- Expovare per a flauta, oboè i orquestra de corda (1964)
- Musica concertante per 12 archi, per a 12 cordes (1966)
- Orbis tonorum per a orquestra de cambra (1986)

Concertant
- Concert per a violí i orquestra (1939, 1948)
- Nógrádi verbunkos per a violí i orquestra (1940)
- Hommage à Paul Klee per a dos pianos i orquestra de corda (1951)
- Concert per a piano amb percussió i orquestra de corda (1952)
- Nógrádi verbunkos per a viola i orquestra de corda (1940, 1956); arranjament de D. Marton
- Passacaglia concertante per a oboè i orquestra de corda (1961) (dedicada a Heinz Holliger)
- Concert per a quartet de corda i orquestra (1961)
- Concert per a clarinet amb arpa, celesta, vibràfon, xilòfon, percussió i orquestra de corda (1982)
- Tromboniade per a dos trombons i orquestra (1990)
- Concertotilinkó per a flauta i orquestra de corda (1991)

Cambra i instrumental
- Quartet de corda núm. 1 (1931)
- Sonatina núm. 1 per a violí i piano (1932)
- Sonatina per a violoncel i piano (1933)
- Sonatina per a oboè, clarinet i fagot (1933)
- Sonata per a violí sol (1935)
- Quartet de corda núm. 2 (1937)
- Sonata núm. 2 per a violí i piano (1939)
- Nógrádi verbunkos per a violí i piano (1940)
- Cukaszöke csárdás per a violí i piano (1940)
- Trio de corda (1954)
- Tre quadri per a violí, violoncel i piano (1963)
- Sonata per a violoncel sol (1967)
- Diptych per a flauta, oboè, clarinet, trompa i fagot (1968)
- Introduzione e Coda per a clarinet, violí i violoncel (1972)
- Memento per a viola i contrabaix (1983)
- Baryton-Trio per a baríton, viola i violoncel (1985)
- Geschichten und Märchen per a dos percussionistes (1988)

Piano
- Sonata (1929)
- Szonatina gyermekeknek I (Sonatina per a infants I) (1932)
- Szonatina gyermekeknek II (Sonatina per a infants II) (1932)
- Sonatina (1932)
- Szonatina kezdő zongorázóknak (Sonatina per a pianistes joves) (1933)
- Tizenöt kis zongoradarab (15 petites peces per a piano) (1935)
- Venti Pezzi (20 peces) (1938)
- 6 Csárdás (1938)
- 7 Danze ungheresi (1938)
- Billegetőmuzsika (Fingerlarks), 88 exercicis (1946)
- Homage to Wales, 3 peces curtes basades en melodies populars gal·leses (1948)
- Cinque Pezzi (5 peces) (c.1950)

Vocal
- Canti Ceremissi, 9 arranjaments de cançons populars per a mezzosoprano i piano (1945)
- Cinque Canti (5 cançons) per a mezzosoprano i piano (1945); poemes de Attila József
- Elegie per a baríton, arpa i orquestra de corda (1964); poema de Walther von der Vogelweide

Coral
- Orbán per a cor masculí (1924); poema de Sándor Petőfi
- Gyermekkar és három kánon per a cor infantil (1929)
- Karácsonyi kantáta (Cantata de Nadal) per a cor femení (1934)
- Tizennégy férfikar magyar népi dallamokra (14 cors masculins sobre melodies populars hongareses) per a cor masculí (1934)
- Erdélyi kantáta (Una cantata transilvana), 4 arranjaments de cançons populars per a cor mixt a cappella (1935)
- Két virágének (2 cançons florals) per a cor masculí (1936)
- Tizenöt gyermekkar (15 cors infantils) (1936)
- Betlehemi kántáló (Cant de Betlem) per a cor femení (1937)
- A búbánat keserüség (La pena amarga de debò) per a cor masculí (1938)
- Rabaközi nóták (Cançons de Rábaköz) per a cor masculí (1940)
- Sancti Augustini psalmus contra partem Donati per a baix solista, cor mixt i orquestra (1944); poema d'Agustí d'Hipona
- Laudatio musicae per a soprano, cor i orquestra de cambra (1958); poema de Valentin Rathgeber
- Ode all'Europa per a cor mixt a cappella (1962); poema de Gyula Illyés
- Songs of the Seasons per a cor mixt a cappella (1967); poemes de Christopher Brennan
- Das Glasklängespiel per a solistes i orquestra de cambra (1978); poemes de Hermann Hesse

Banda sonora
- Talpalatnyi föld (La terra sota els teus peus) (1948)